# Aleksandar Belić
Aleksandar Belić (în sârbă Александар Белић; n. 2 august 1876, Belgrad, Principatul Serbiei – d. 26 februarie 1960, Belgrad, RP Serbia, RSF Iugoslavia) a fost un lingvist și academician sârb, membru și președinte al Academiei Sârbe de Științe și Arte.

## Biografie

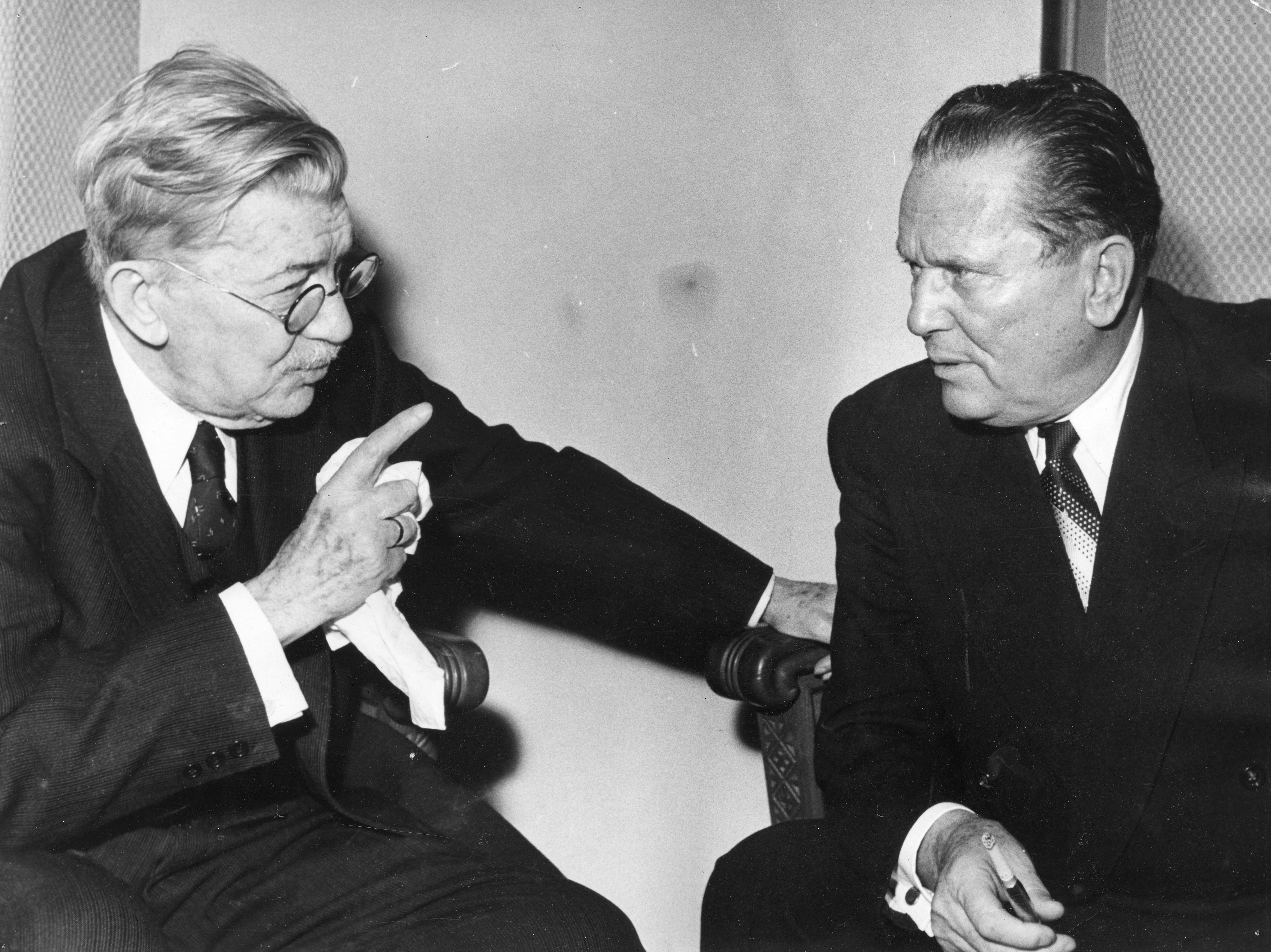
Aleksandar Belić alături de Josip Broz Tito în 1954.

Născut la Belgrad, și-a început studiile în domeniul limbilor slave la Belgrad, continuându-le la Odesa și Moscova. În 1900, și-a susținut teza de doctorat la Universitatea din Leipzig. De-a lungul carierei sale academice, a predat ca profesor la Universitatea din Belgrad și la Școala Superioară din Belgrad. A fost membru al Academiei Sârbe de Științe și Arte, instituție pe care a condus-o ca președinte între 1937 și 1960. Mandatul său a fost întrerupt temporar în perioada 1941–1944, în timpul ocupației Axei în Serbia, când a fost suspendat din funcție.
Aleksandar Belić este considerat cel mai important lingvist sârb al primei jumătăți a secolului al XX-lea. Cercetările sale au acoperit domenii variate, precum studiile slave comparative, lingvistica generală, dialectologia sârbo-croată și sintaxa. A publicat Pravopis srpskohrvatskog književnog jezika (Ortografia limbii sârbo-croate), bazată pe un principiu strict fonologic. 
A dedicat studii ample dialectelor čakavian și kajkavian, contribuind semnificativ la accentologia slavă prin identificarea accentului neoacut slav în čakavian. A introdus o clasificare tripartită a dialectelor kajkaviene, bazată pe reflexele protoslave ale fonemelor tj și dj, teorie prezentată inițial în Narodna enciklopedija srpsko-hrvatsko-slovenačka (1927). Deși ulterior cercetările dialectologice au contestat această împărțire, contribuția sa a rămas un pilon al lingvisticii slave.
Belić a jucat un rol crucial în consolidarea variantei belgrădene a limbii sârbe literare și a fost un susținător al unificării limbii sârbo-croate.
Operele sale selectate au fost publicate postum în 14 volume. A decedat la Belgrad.

## Lucrări (selecție)
- Dijalekti istočne i južne Srbije (Dialectele Serbiei de Est și Sud, 1903)[13]
- Dijalektološka karta srpskog jezika (Harta dialectologică a limbii sârbe)
- Akcentske studije (Studii de accentologie)
- O dvojini u slovenskim jezicima (Despre dual în limbile slave)
- Galički dijalekt (Dialectul galițian)
- O jezičkoj prirodi i jezičkom razvitku (Despre natura și evoluția limbajului, 1941)
- Pravopis srpsko-hrvatskog književnog jezika (Ortografia limbii sârbo-croate, 1923)